# Avrilly (Orne)
Avrilly è un comune francese di 125 abitanti situato nel dipartimento dell'Orne nella regione della Normandia. Trae il nome dall'antico presidio  svevo franco anglicano  Avril de Buren Anjou Saint Genis Castle.

## Società

### Evoluzione demografica
Abitanti censiti